# Rimini Calcio 1970-1971
Questa voce raccoglie le informazioni riguardanti il Rimini Calcio nelle competizioni ufficiali della stagione 1970-1971.

## Rosa
| N. |                   | Ruolo | Calciatore              |
| -- | ----------------- | ----- | ----------------------- |
|    | Italia (bandiera) | P     | Giancarlo Bellucci      |
|    | Italia (bandiera) | C     | Gabriele Bolognesi      |
|    | Italia (bandiera) | A     | Mauro Campana           |
|    | Italia (bandiera) | C     | Giovan Battista Carelli |
|    | Italia (bandiera) | C     | Giovanni Colombini      |
|    | Italia (bandiera) | P     | Roberto Conti           |
|    | Italia (bandiera) | D     | Fausto Ferrari          |
|    | Italia (bandiera) | D     | Franco Franchini        |
|    | Italia (bandiera) | A     | Sauro Frutti            |
|    | Italia (bandiera) | A     | Mario Garri             |

| N. |                   | Ruolo | Calciatore       |
| -- | ----------------- | ----- | ---------------- |
|    | Italia (bandiera) | A     | Mario Iseppi     |
|    | Italia (bandiera) | A     | Claudio Macciò   |
|    | Italia (bandiera) | A     | Carlo Magnani    |
|    | Italia (bandiera) | D     | Ivano Melotti    |
|    | Italia (bandiera) | D     | Giulio Natali    |
|    | Italia (bandiera) | C     | Guido Quadrelli  |
|    | Italia (bandiera) | D     | Gianfranco Sarti |
|    | Italia (bandiera) | A     | Valerio Spadoni  |
|    | Italia (bandiera) | C     | Gianni Zengarini |